# Route nationale 661
Pour les articles homonymes, voir Route 661.
La route nationale 661 ou RN 661 était une route nationale française reliant Villeneuve-sur-Lot à Tournon-d'Agenais. À la suite de la réforme de 1972, elle a été déclassée en RD 661.

## Ancien tracé de Villeneuve-sur-Lot à Tournon-d'Agenais (D 661)
- Villeneuve-sur-Lot
- Penne-d'Agenais
- Dausse
- Tournon-d'Agenais